# 管鳳苞
管凤苞，字翔高，号桐南，晚号长耐老人。浙江海宁县人。

## 生平
康熙四十八年（1709年）己丑科进士。授直隶高阳县知县，因事罢归。卒年八十六。著作有《读经笔记》等。 

## 家族
父管宏淳。